# Železniční trať Olomouc – Senice na Hané – Prostějov
Železniční trať Olomouc – Senice na Hané – Prostějov (v jízdním řádu pro cestující tabulka 309) je jednokolejná neelektrizovaná železniční trať vedoucí z hlavního nádraží v Olomouci přes Senici na Hané, Čelechovice na Hané a Kostelec na Hané do Prostějova. Není však jediným a ani nejrychlejším železničním spojením Olomouce a Prostějova. Mezi městy vede také železniční trať Nezamyslice–Olomouc (301). 
Trať je kategorizována jako regionální dráha, a to po úsecích Prostějov hl. n. – Kostelec na Hané, Kostelec na Hané – Senice na Hané, Senice na Hané – Olomouc hl.n. Ještě v roce 2008 při převzetí funkce provozovatele tehdejší Správou železniční dopravní cesty byly úseky Prostějov hl. n. – Kostelec na Hané a Kostelec na Hané – Senice na Hané úsekem celostátní dráhy. Tyto dva úseky byly převzaty od 1. července 2008, úsek Olomouc – Senice na Hané byl převzat později. Taktéž byl na regionální dráhu převeden ještě za vlastnictví Českých drah.
Současným provozovatelem dráhy je Správa železnic s.o. (dřívější SŽDC), předtím jím byly České dráhy, které jsou dosud provozovatelem pravidelné osobní dopravy.
Doprava na trati byla zahájena v roce 1883 a to v úseku Olomouc – Čelechovice na Hané.

## Uvádění trati v jízdním řádu pro cestující
V tabulce 275 byly do prosince 2008 uváděny vlaky z Olomouce přes Senici na Hané až do Prostějova. Od 14. prosince 2008 byl úsek Senice na Hané – Drahanovice – Prostějov připojen k tabulce 273, ale v tabulce 275 byl na dobu platnosti jízdního řádu 2008/2009 ponechán úsek Senice na Hané – Drahanovice, neboť tam pokračovaly z Olomouce všechny vlaky. Od prosince 2009 do prosince 2014 končila většina vlaků v Senici na Hané a tabulka 275 obsahovala úsek Olomouc – Senice na Hané. Od prosince 2014 byl k tabulce opět připojen úsek Senice na Hané – Drahanovice. Od změny jízdního řádu 2019/2020 byla dosavadní trať Olomouc – Drahanovice přečíslována na trať 309 a Prostějov – Červenka na 307. Od změny jízdního řádu 2024/2025 je opět v tabulce 309 uváděna celá trať Olomouc – Prostějov.

## Provoz na trati
V GVD 2012/2013 bylo na trati vedeno v pracovních dnech 17 párů osobních vlaků v intervalu jedné hodiny od čtvrté hodiny ranní do desáté hodiny večerní, z nich šest až do Drahanovic. O víkendech jezdilo devět párů osobních vlaků, a to v jiných časových polohách než v pracovních dnech.[zdroj?] Osobní dopravu na trati zajišťovaly motorové jednotky RegioNova řady 814. Od února 2020 byly na některé spoje nasazeny ojeté motorové jednotky Stadler GTW. Od změny jízdního řádu v prosinci 2024 jsou ve dnech pracovního klidu všechny vlaky vedeny v trase Olomouc – Prostějov a to jednotkami Stadler GTW v intervalu 120 minut. V pracovní dny je rozsah ponechán stejně tzn. Olomouc – Drahanovice Stadler GTW a Červenka – Prostějov vozy řady 810.
Od této změny JŘ došlo v Olomouckém kraji rovněž k linkovému označení železničních spojů. Na trati jsou provozovány tyto linky:
M4 Olomouc – Senice na Hané – Drahanovice – Prostějov (interval 60/120 minut, úsek Drahanovice – Prostějov jen ve dny pracovního klidu)
M41 (Červenka – ) Senice na Hané – Drahanovice – Prostějov (interval 120 minut, pouze v pracovní dny)
M44 (Dzbel – ) Kostelec na Hané – Prostějov (interval 60 minut)

## Navazující tratě

### Olomouc hl.n.
- Železniční trať Česká Třebová – Přerov (270)
- Železniční trať Olomouc–Šumperk (290)
- Železniční trať Nezamyslice–Olomouc (301)
- Železniční trať Olomouc – Opava východ (310)

### Senice na Hané
- Železniční trať Červenka – Senice na Hané  (307)

### Kostelec na Hané
- Železniční trať Třebovice v Čechách – Chornice – Prostějov/Velké Opatovice (306)

### Prostějov hl.n.
- Železniční trať Nezamyslice–Olomouc (301)

## Stanice a zastávky

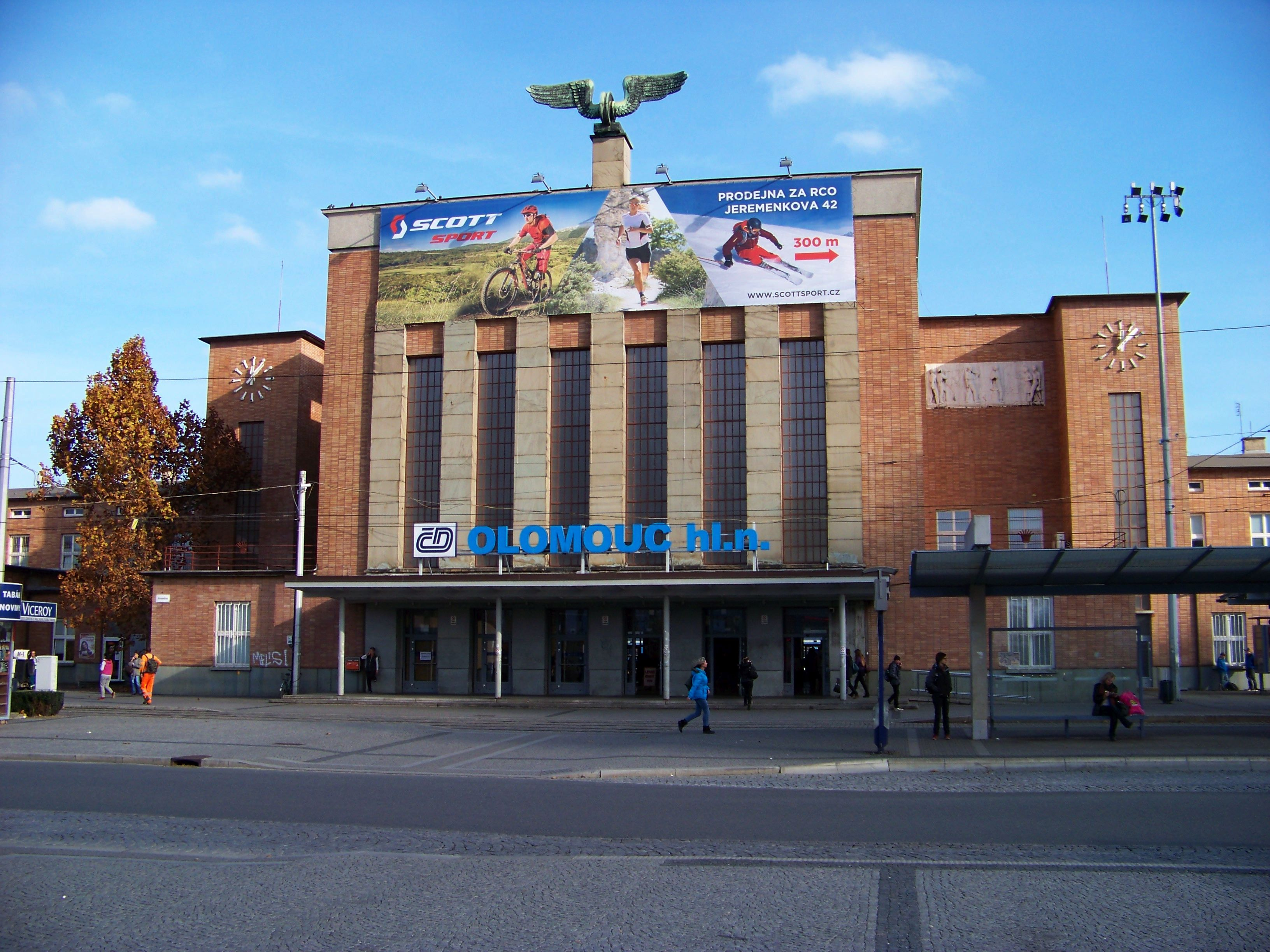
Olomouc hlavní nádraží
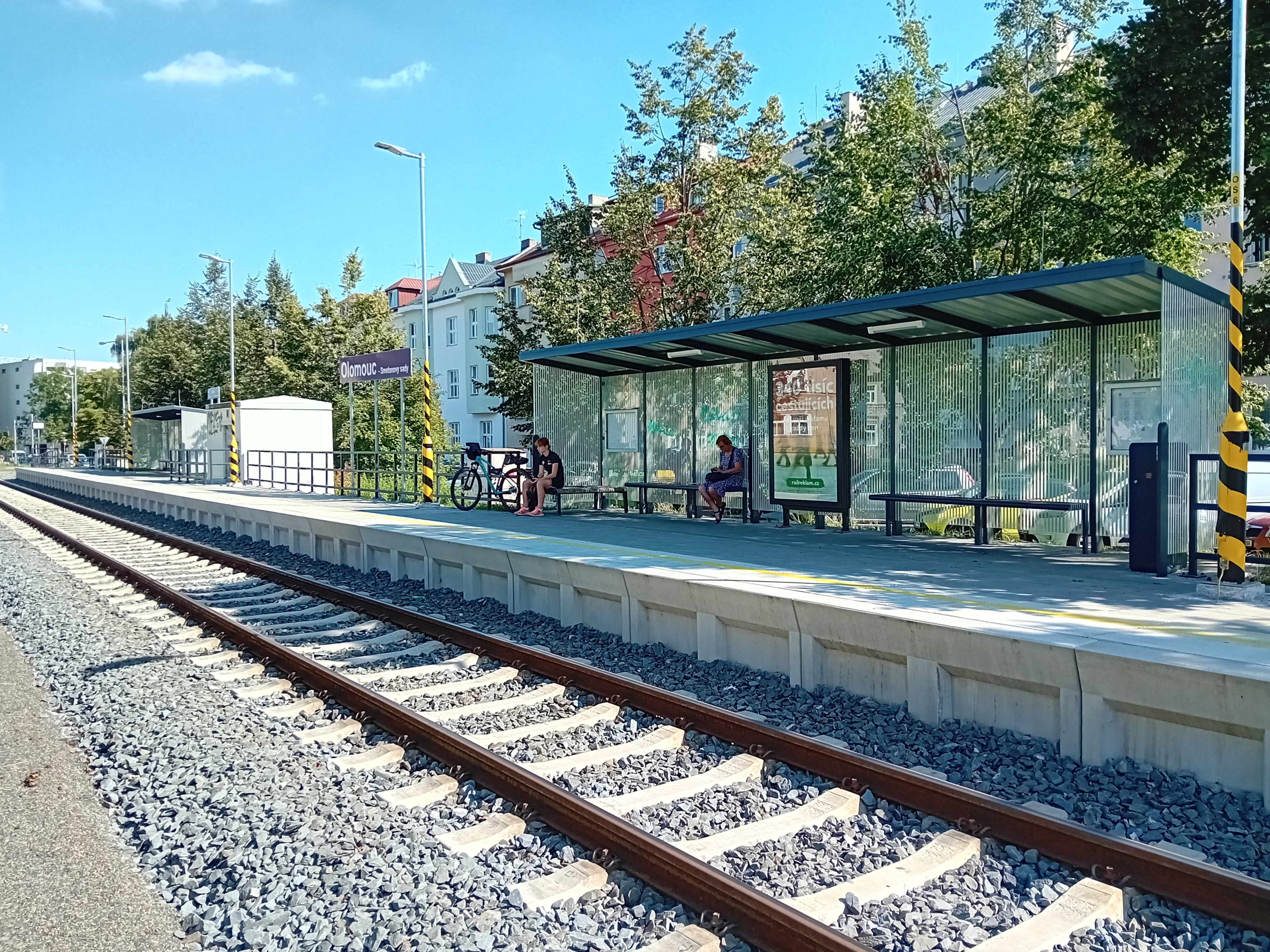
Olomouc-Smetanovy sady
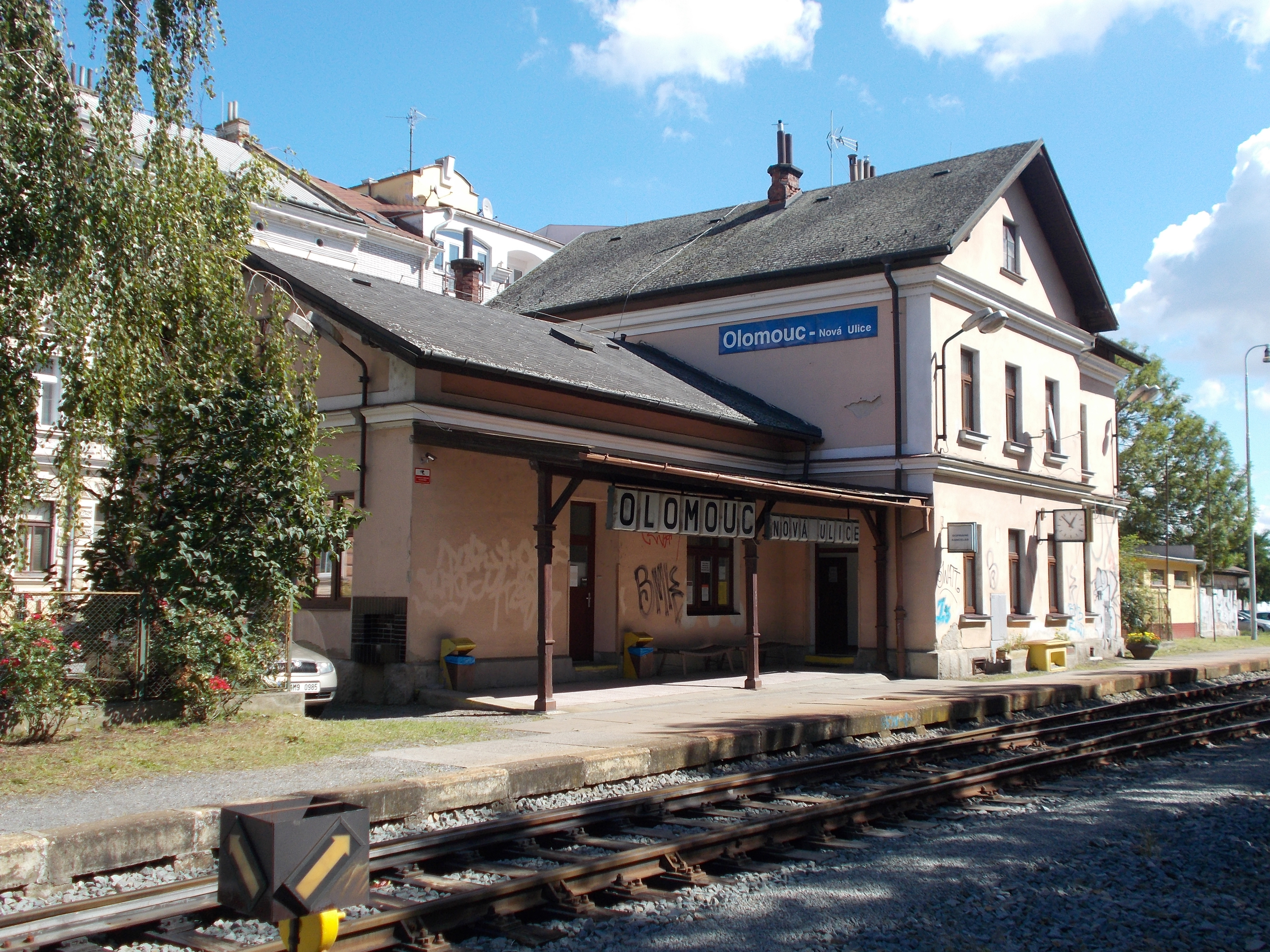
Olomouc-Nová Ulice
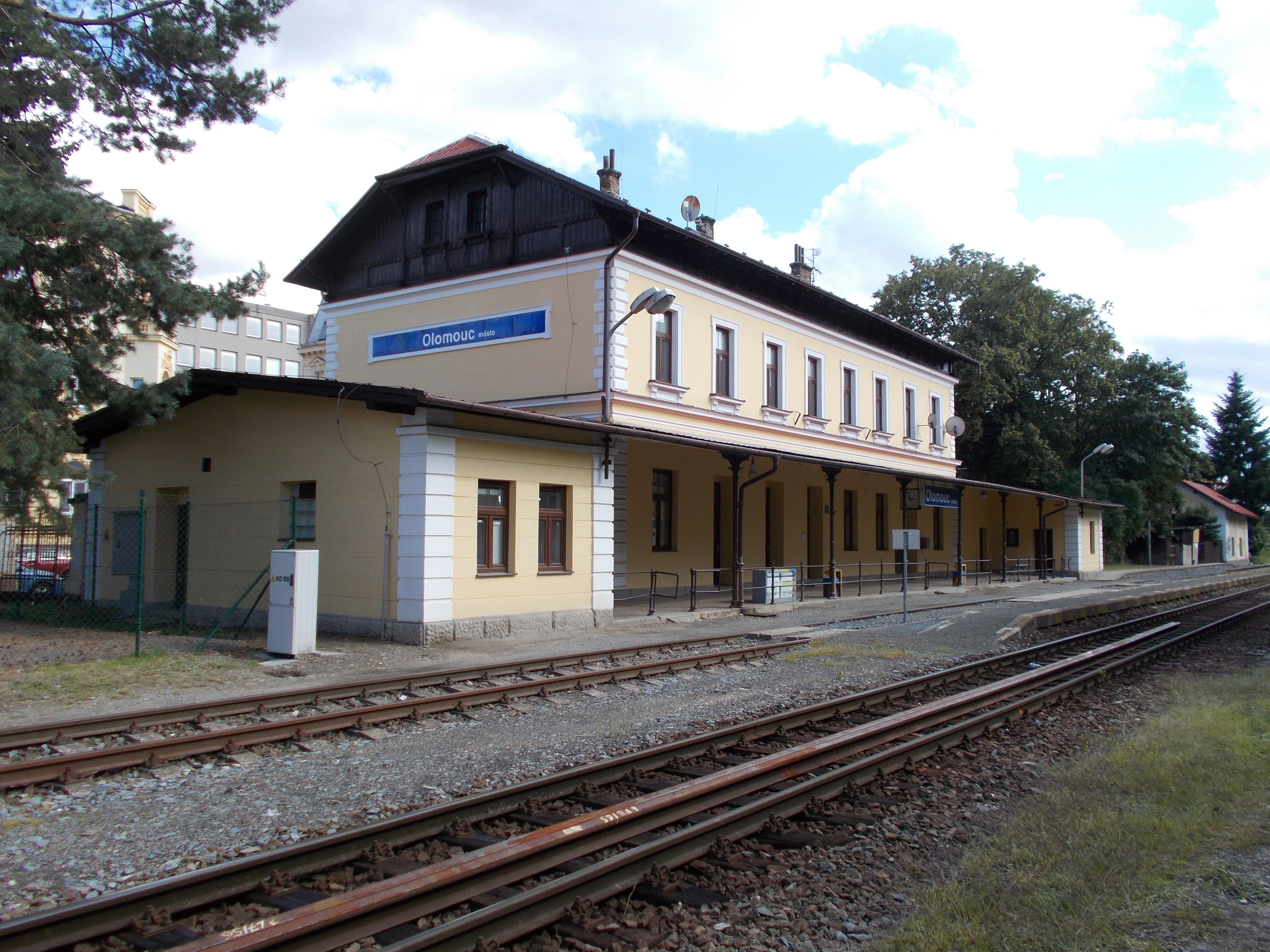
Olomouc město
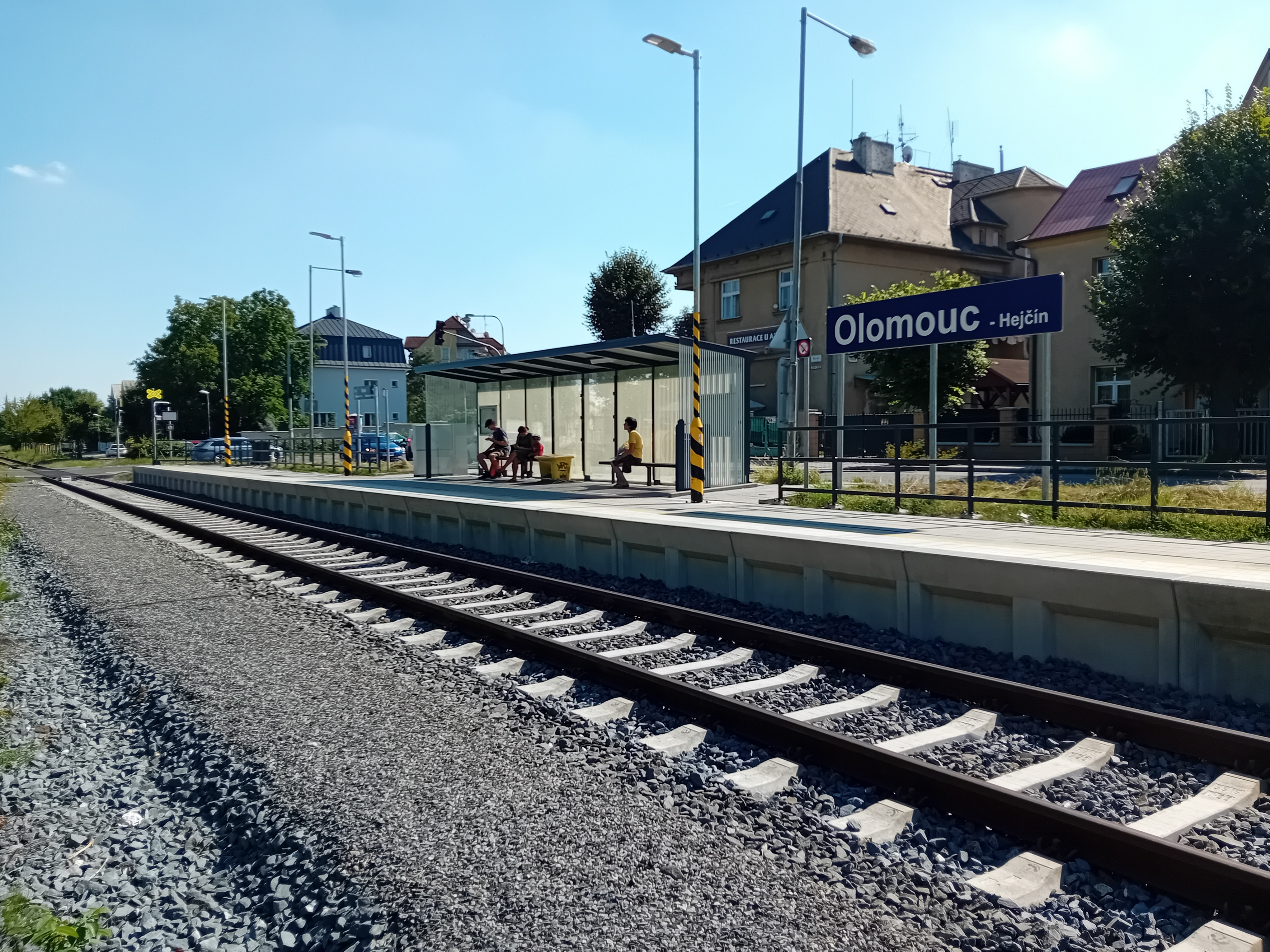
Olomouc-Hejčín
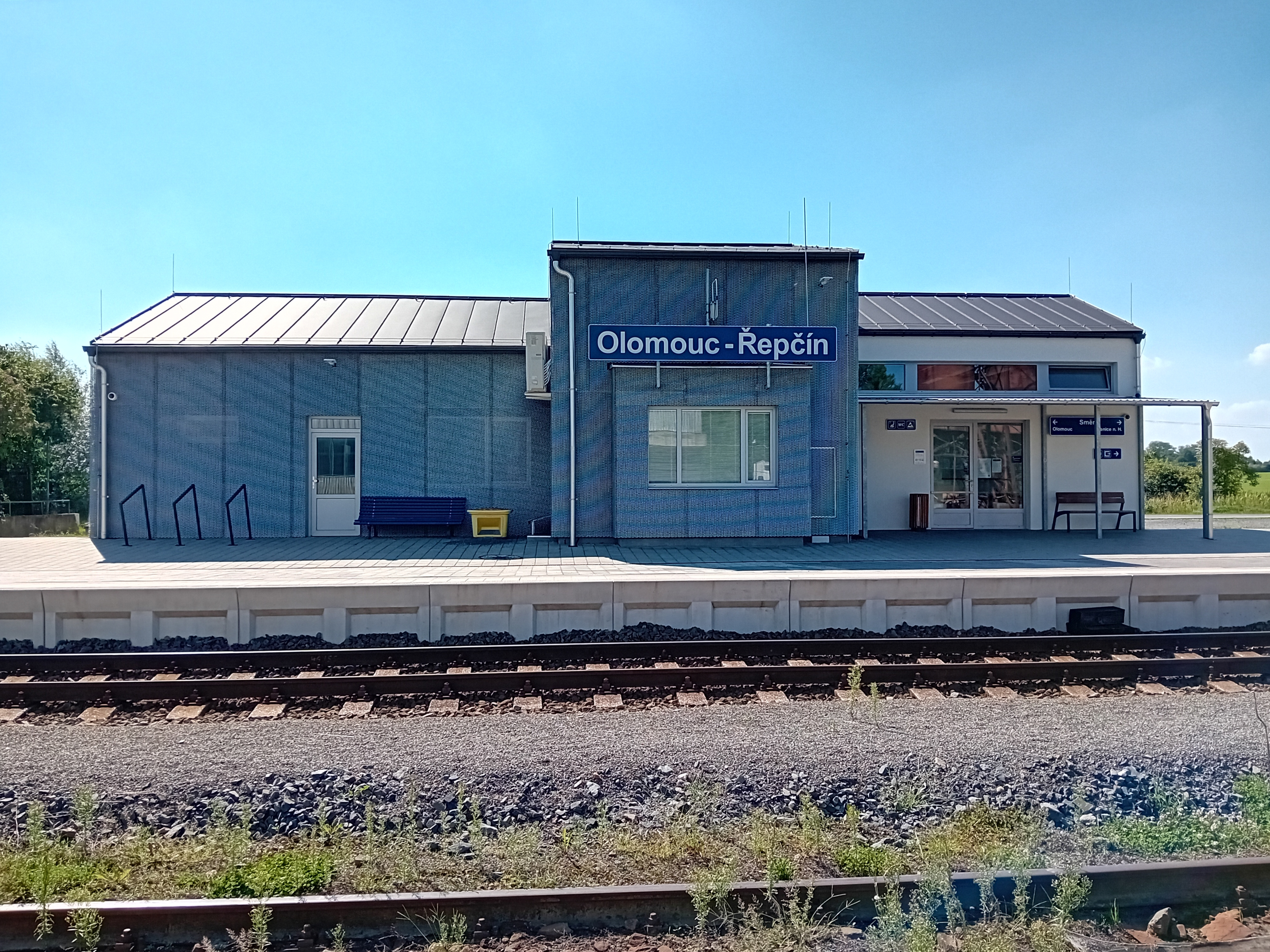
Olomouc-Řepčín
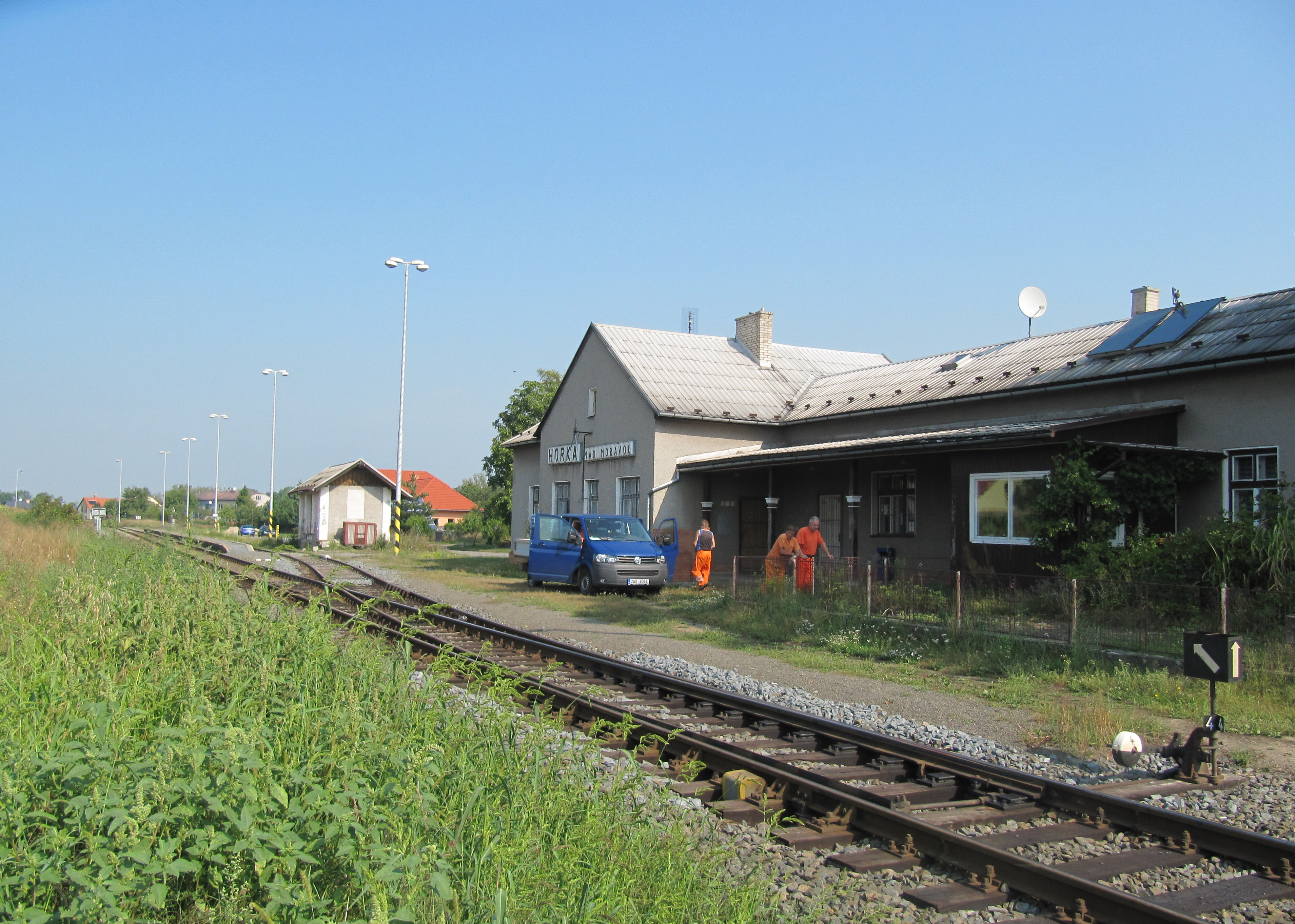
Horka nad Moravou
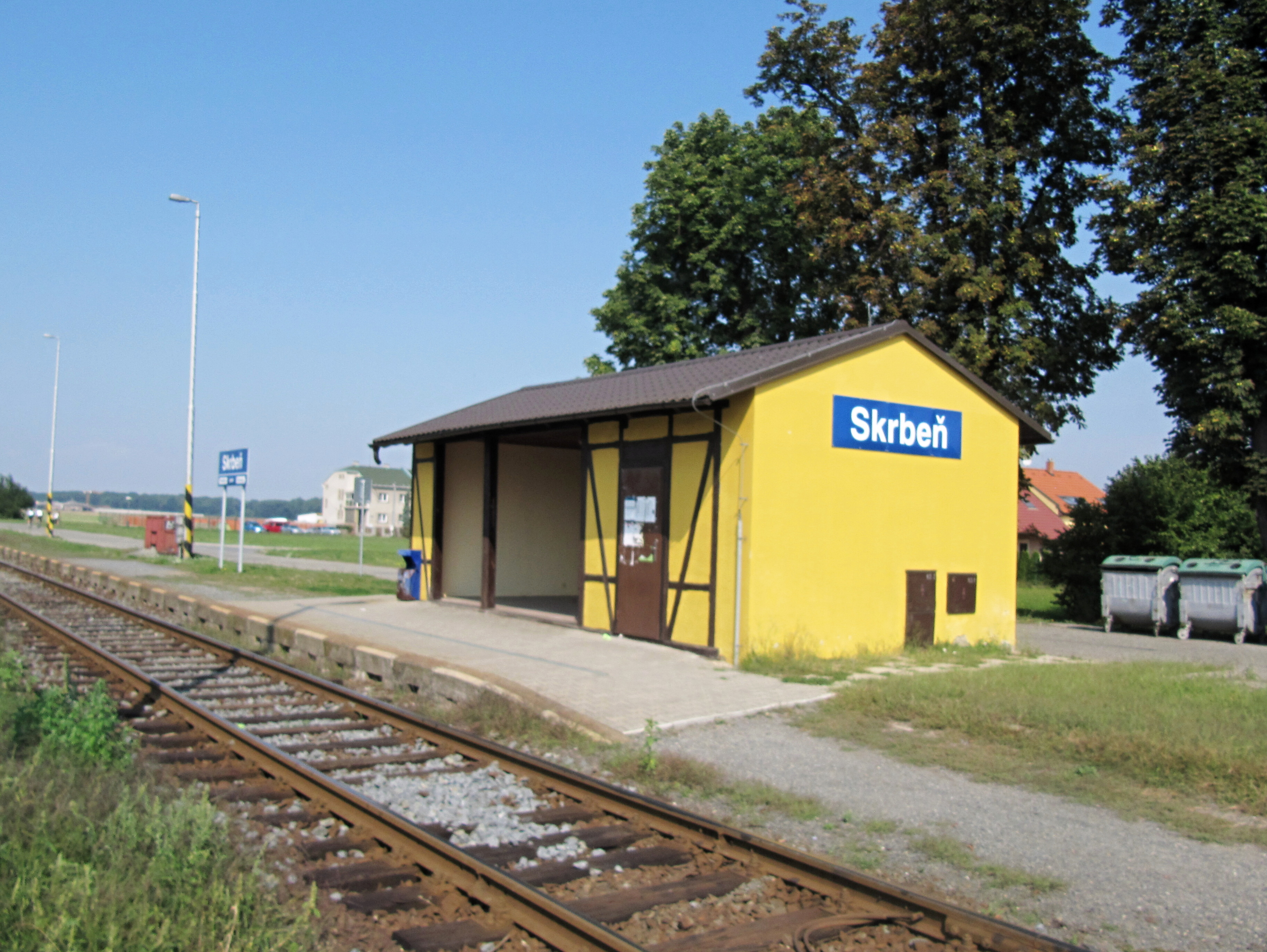
Skrbeň
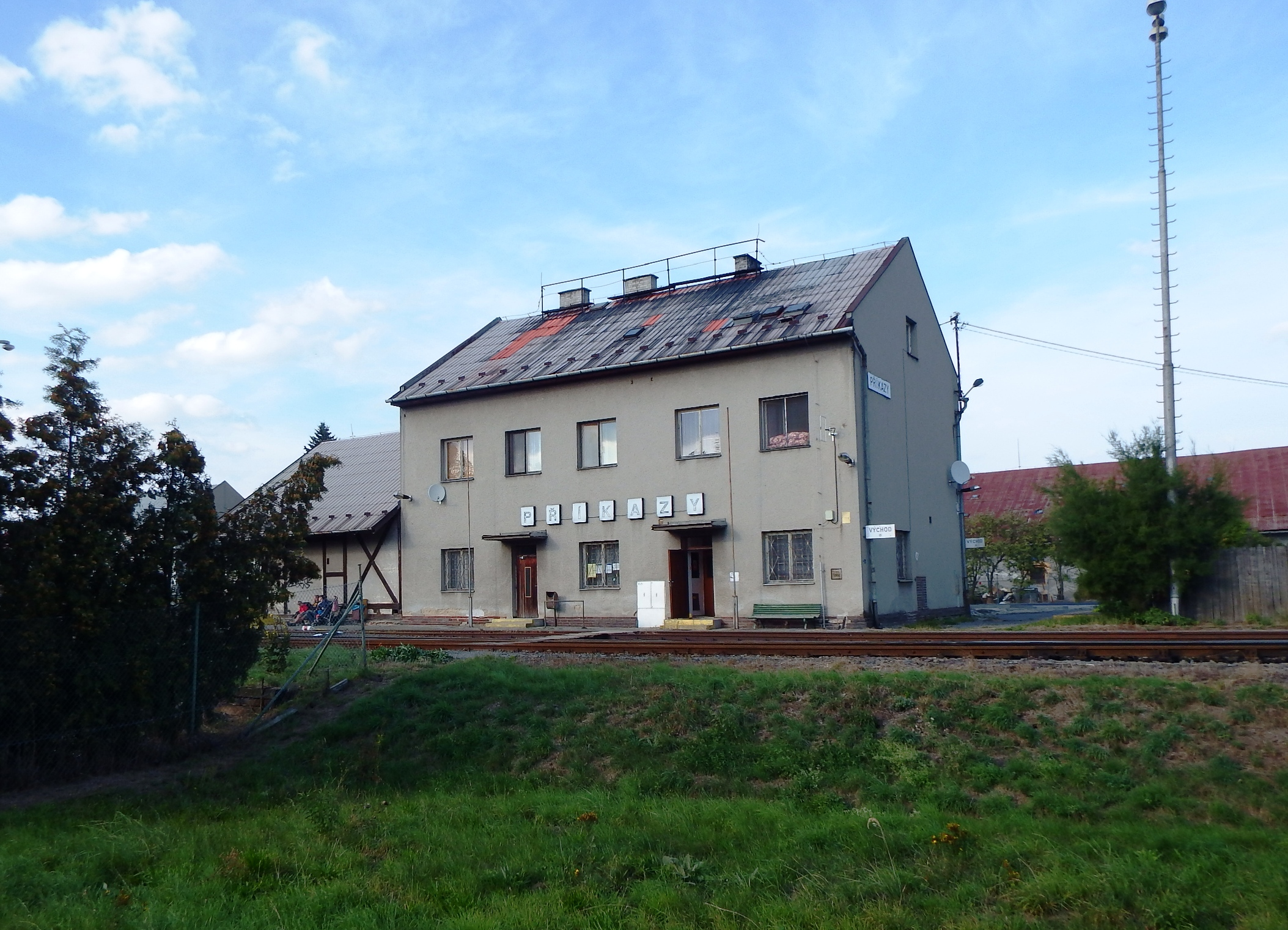
Příkazy
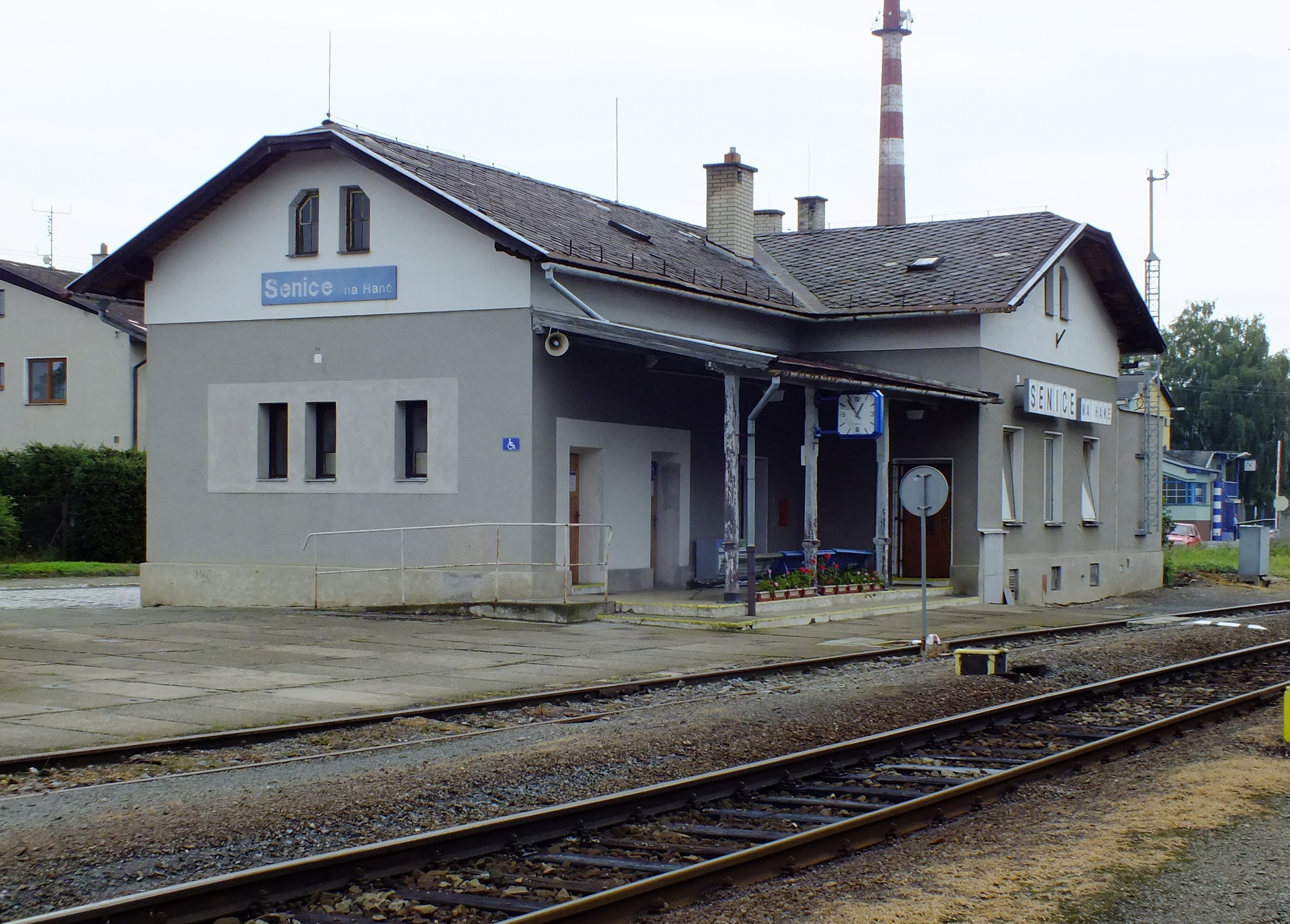
Senice na Hané
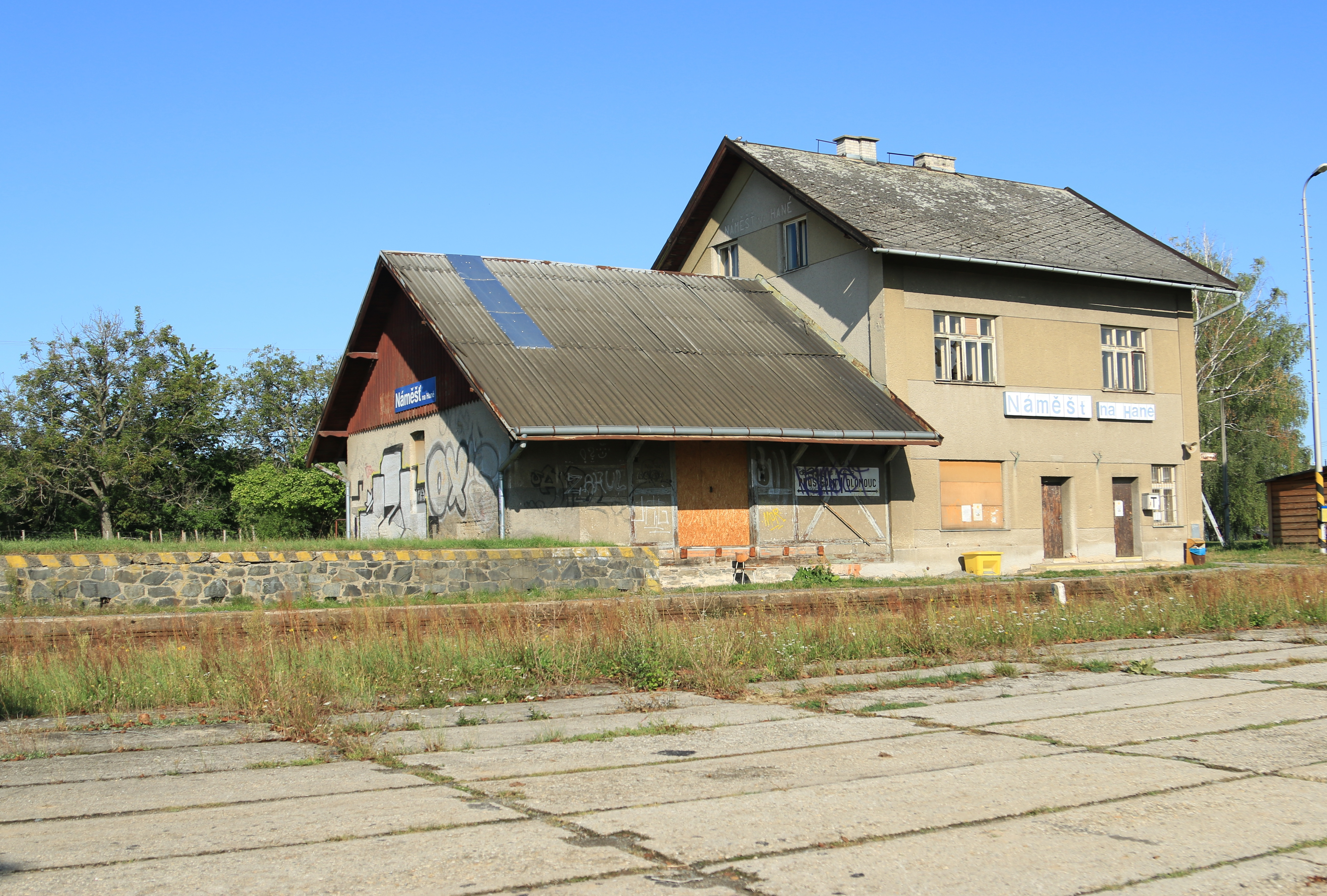
Náměšť na Hané
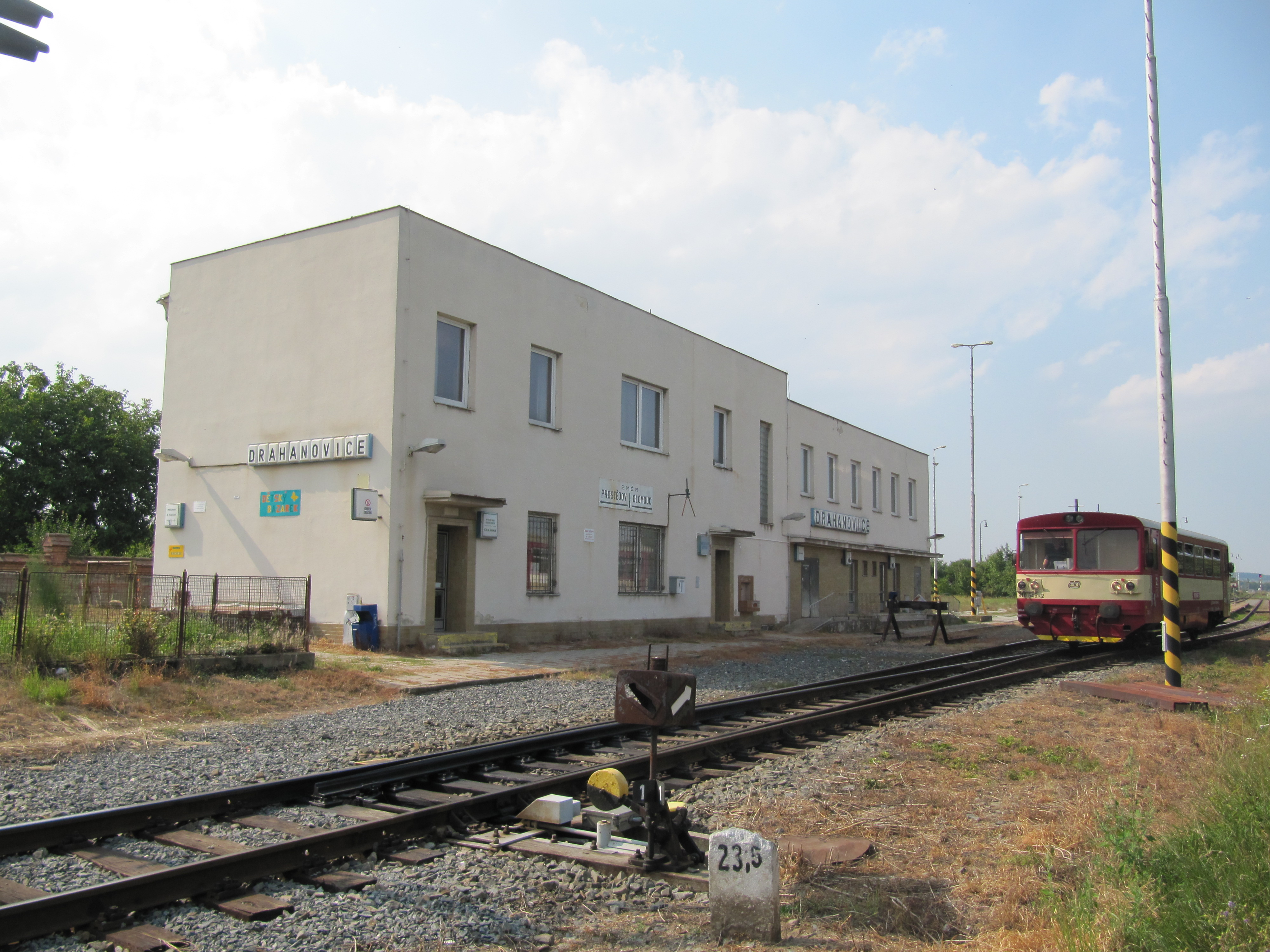
Drahanovice
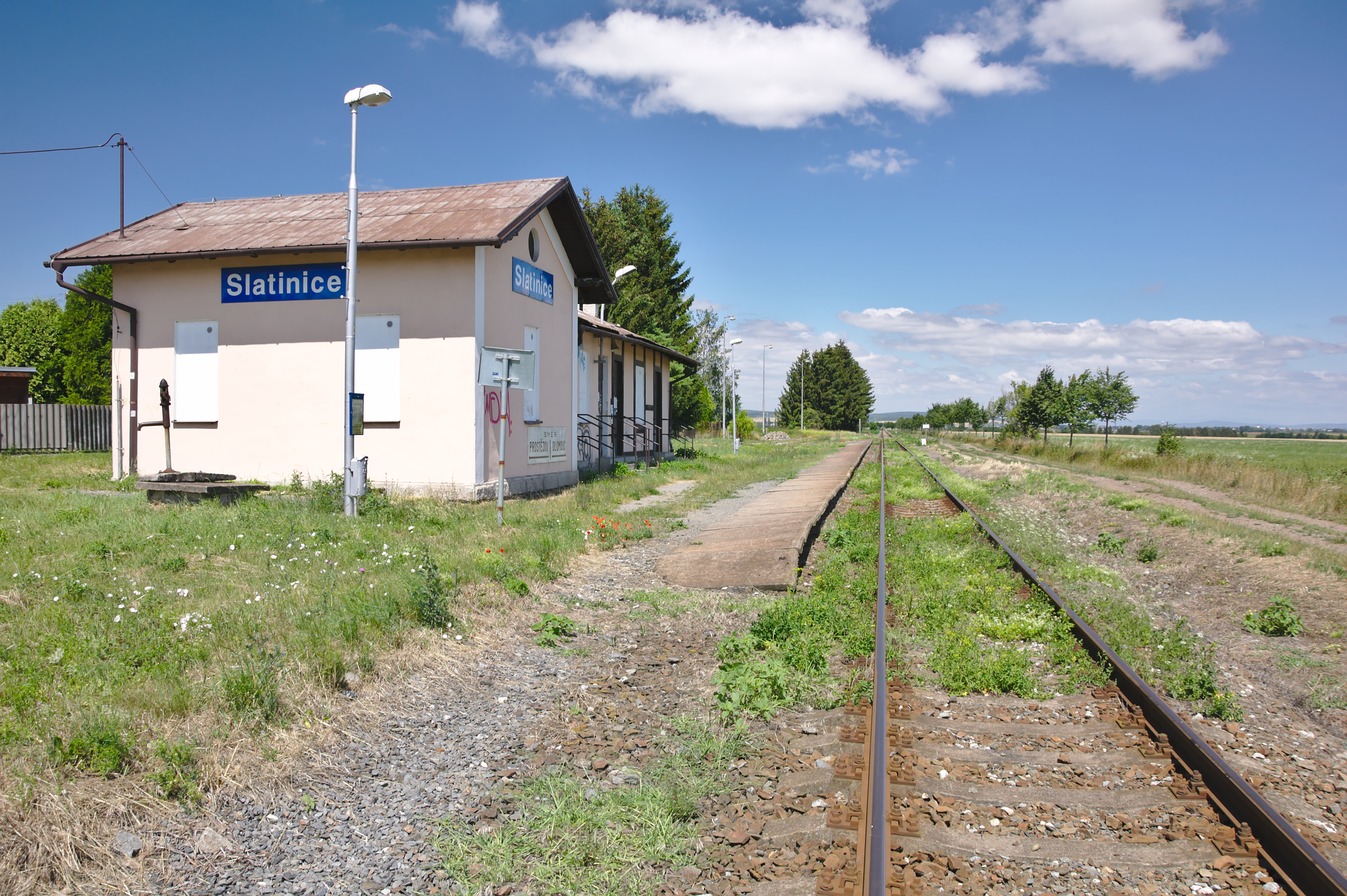
Slatinice
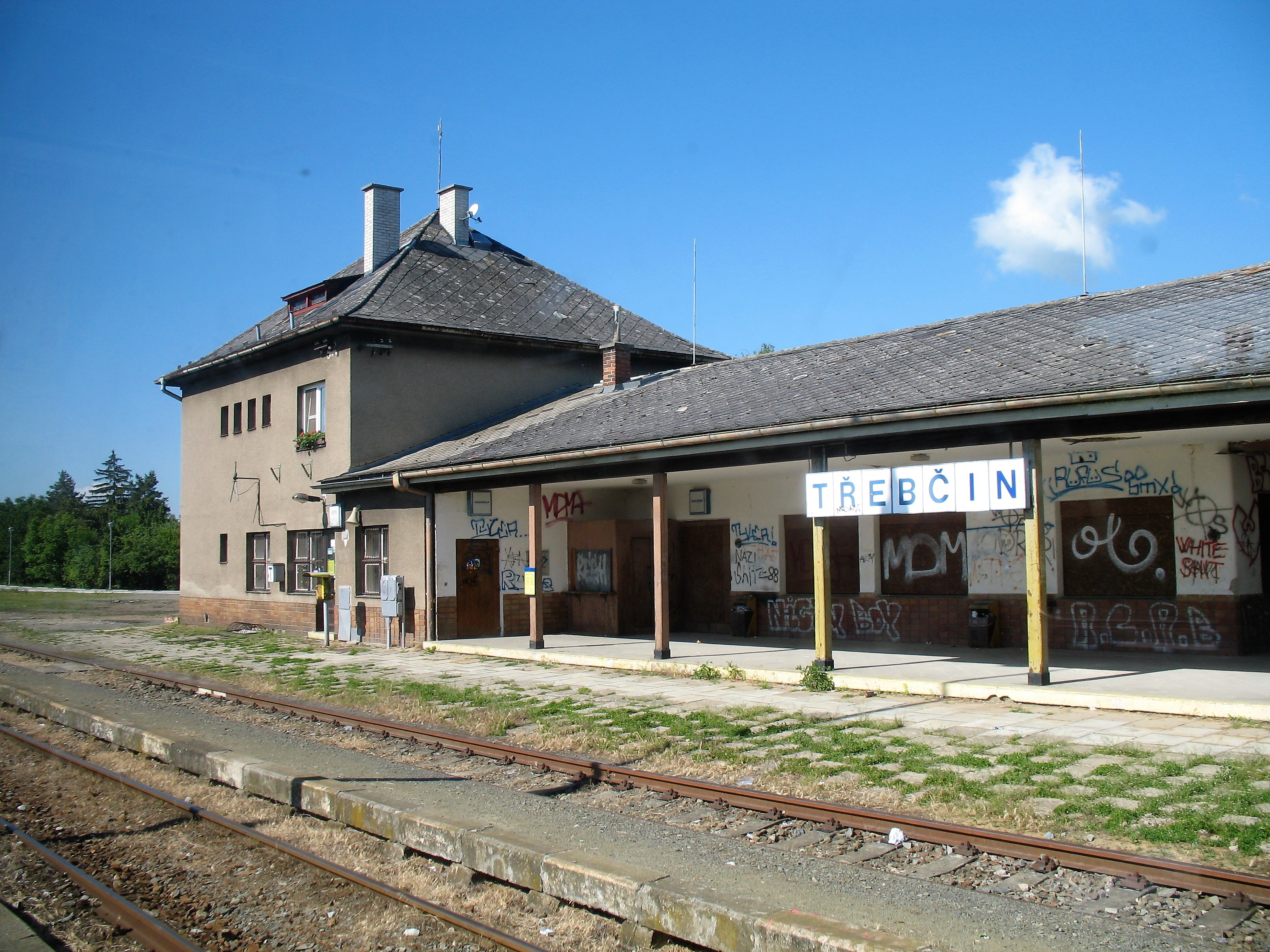
Třebčín
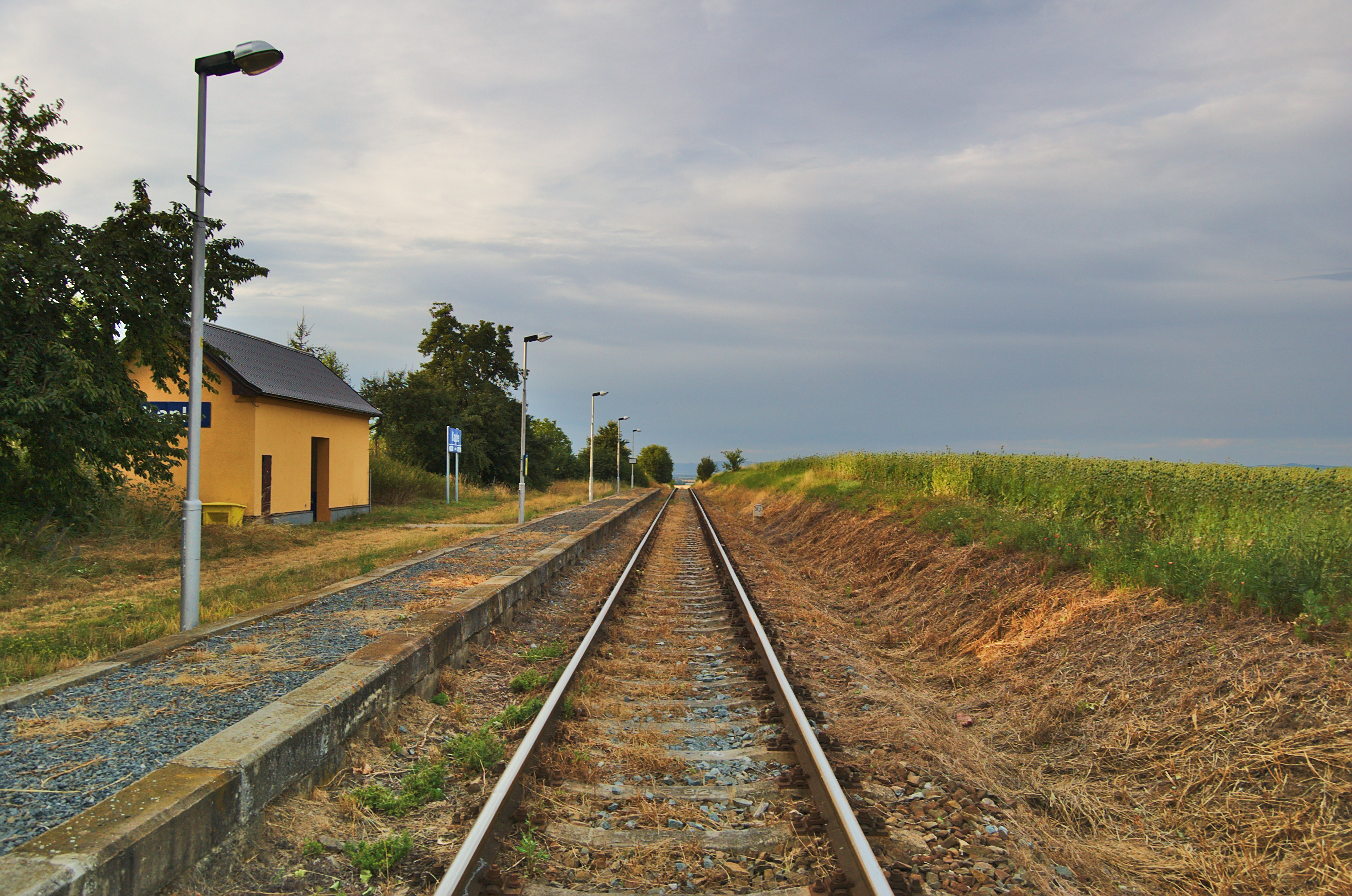
Kaple
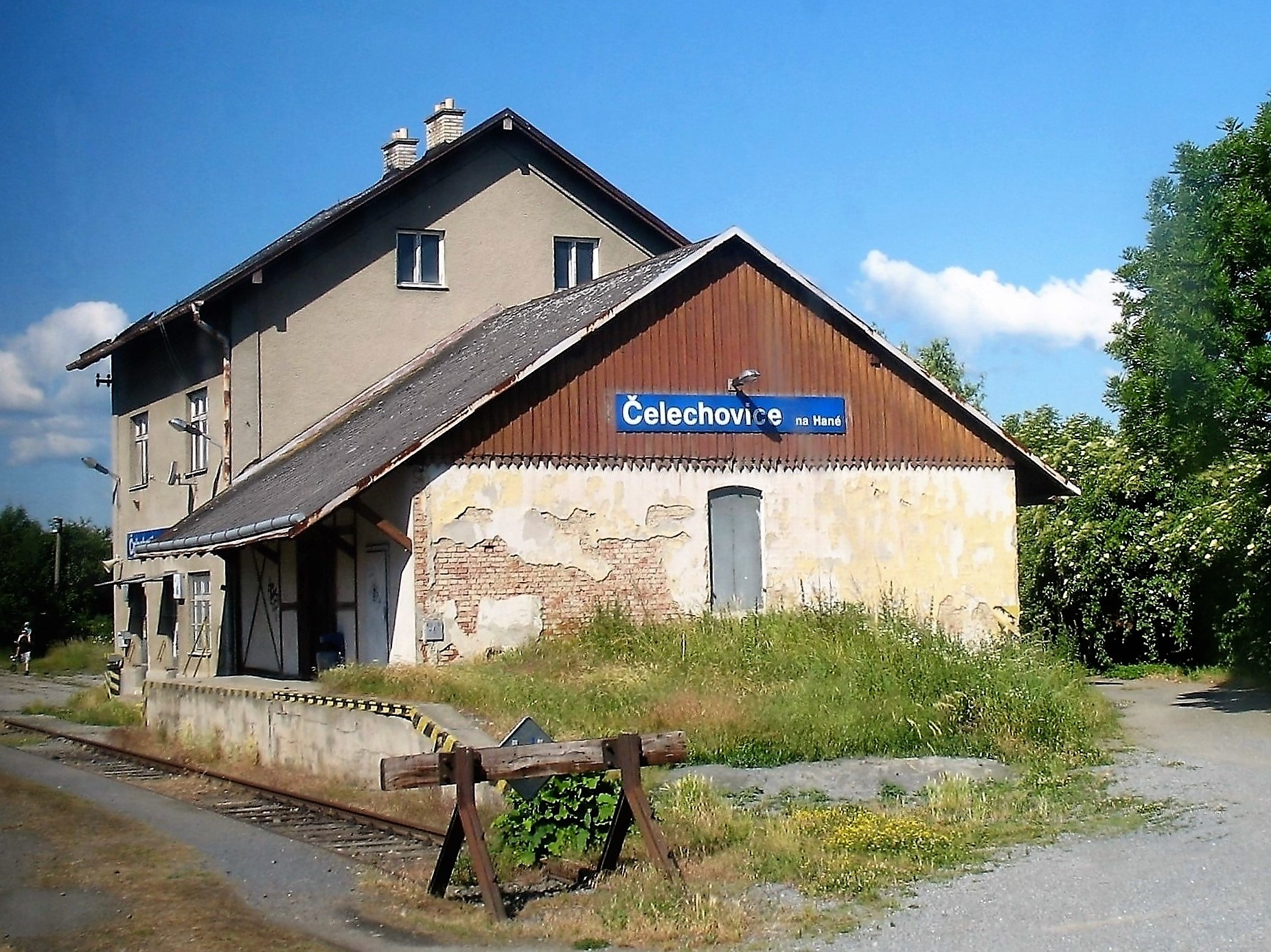
Čelechovice na Hané
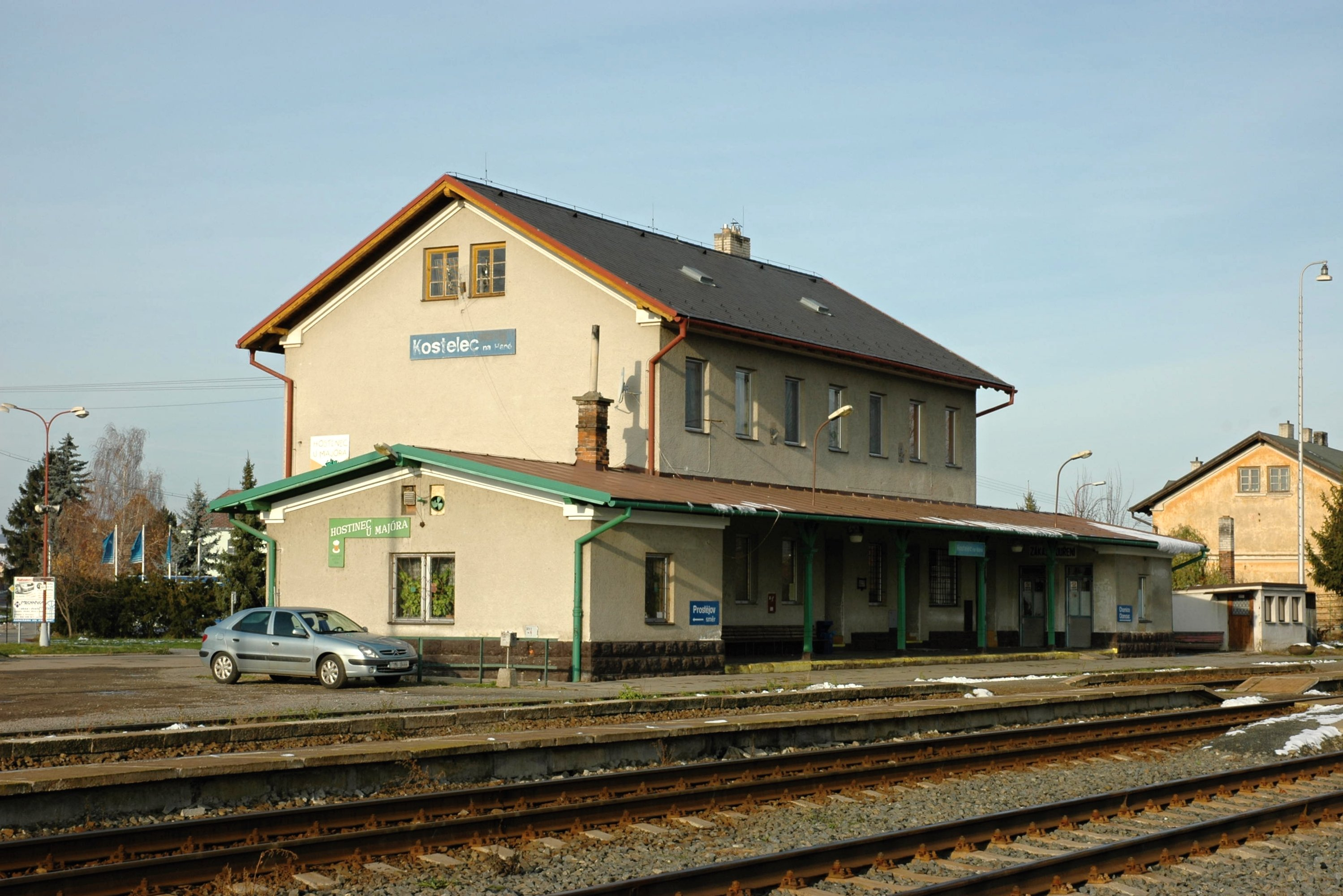
Kostelec na Hané
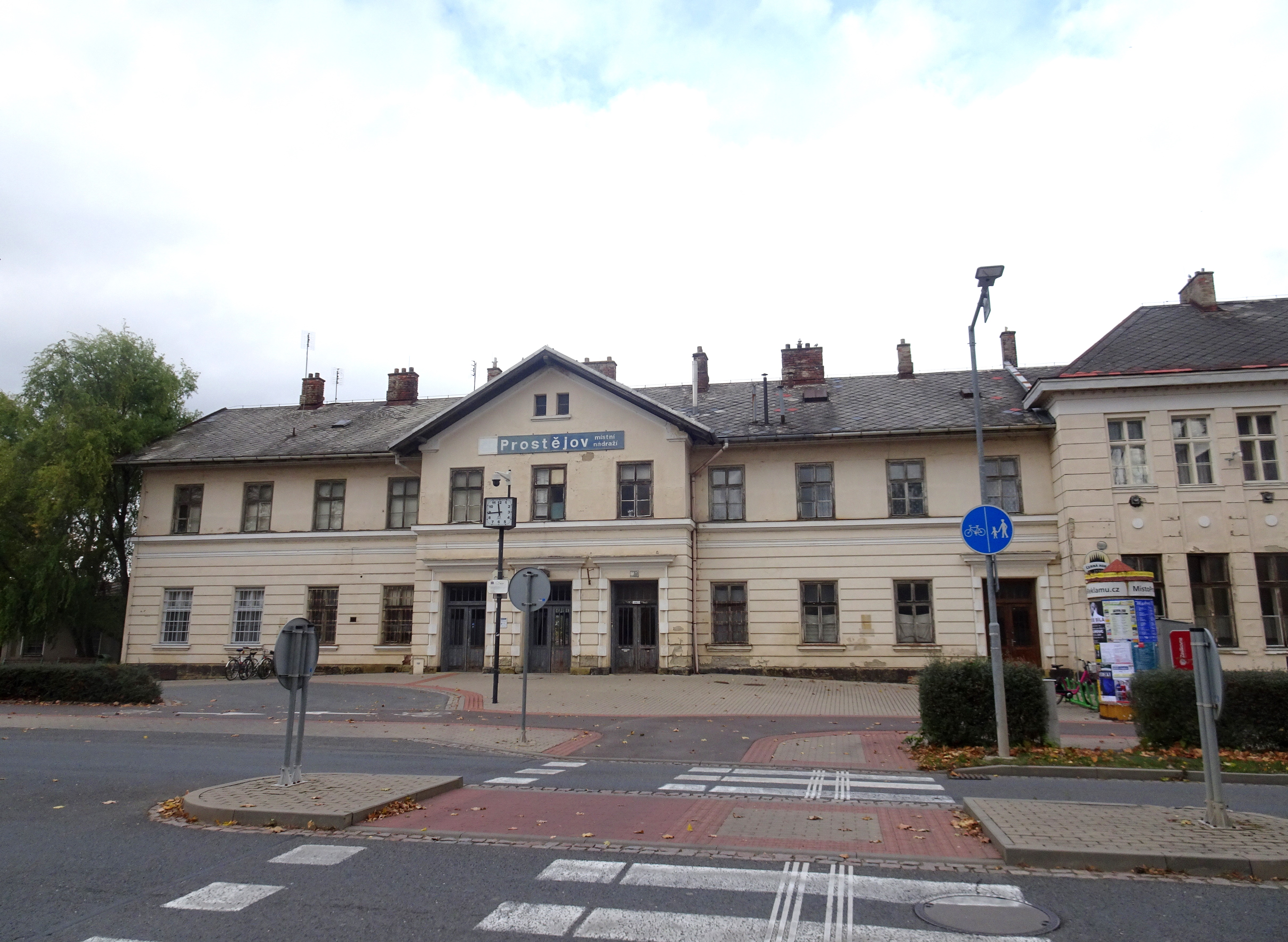
Prostějov místní nádraží
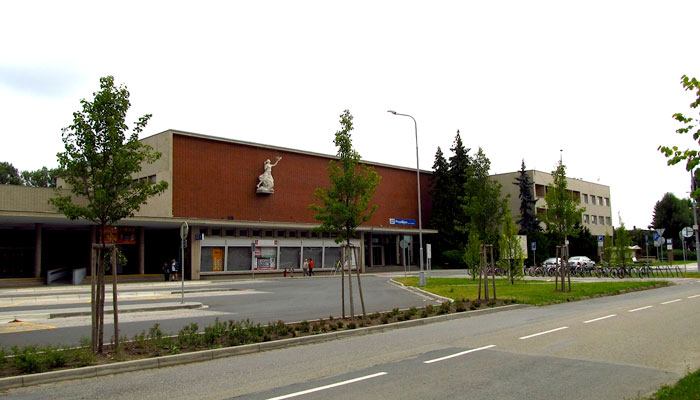
Prostějov hlavní nádraží